# Richard Dreyfuss
Richard Stephen Dreyfuss (Brooklyn, New York, 1947. október 29. –) Oscar-díjas amerikai színész.

## Ifjúkora
Dreyfuss New York Brooklyn negyedében nőtt fel. Édesapja ügyvéd volt, édesanyja pedig egy vendéglőben dolgozott. Mindössze tizenöt éves korában már különböző televíziós műsorokban kapott kisebb-nagyobb szerepeket, majd idősebb fejjel az 1960-as évek diákmozgalmának aktív képviselőjeként tevékenykedett, és két éven át polgári szolgálatosként dolgozott egy Los Angeles-i kórházban.
Az évtized végén már komoly filmszerepeket kapott; szerepelt az ifjú Dustin Hoffman főszereplésével készült Diploma előtt című filmben. Igaz, itt még a stáblistára sem került fel a neve, de a George Lucas rendezésében készült American Graffiti című korszakalkotó filmben, már főszereplőként kellett helytállnia, melynek eredményeképp megkapta első Golden Globe-díj jelölését.

## Pályafutása
Ennek a szerepnek köszönhetően gyorsan megismerték a nevét a híres filmstúdiók és talán ennek is volt köszönhető, hogy Steven Spielberg rendező őt kérte fel Cápa (1975) című filmjének egyik főszerepére. A film világsiker lett, és Dreyfuss egy csapásra sztárrá avanzsált. Ennek tükrében nem volt meglepő, hogy 1977-ben ismét Spielberggel dolgozott együtt, mégpedig a Harmadik típusú találkozások című sci-fi kapcsán. Talán ettől a filmtől vált egyértelművé, hogy Dreyfuss belépett a hatalmas pénzügyi sikert hozó színészek táborába.
Azonban ebből az évből valószínűleg nem ez a legemlékezetesebb munkája a színésznek, hiszen a Hölgyem, Isten áldja! című romantikus vígjáték főszerepéért, elnyerte a legjobb férfi színésznek járó Oscar- és Golden Globe-díjat.
Ettől kezdve Dreyfuss igazi sztárnak mondhatta magát Hollywoodban, mégis a nyolcvanas évektől kezdve nem találta a megfelelő szerepeket és a következő filmjei egyike sem aratott igazán átütő sikert, így több más pályatársának példáját követve a drogokhoz menekült. 1982-ben kokain birtoklása miatt letartóztatták és ez csaknem véglegesnek bizonyuló törést jelentett karrierjében.
Az évtized közepére azonban sikerült legyőznie függőségét és 1986-ban már Bette Midler és Nick Nolte oldalán volt látható a Koldusbottal Beverly Hillsben című vígjátékban, melyben bizonyította, hogy van még helye a vásznon, és az elkövetkező időszakot az egyik legtöbbet dolgozó színészként élte át. 1987-ben például három filmmel is jelentkezett; Bádogemberek, Zsarulesen, Call girl ötszázért. A holdfény Parador fölött (1988) című filmben kettős szerepet kellett játszania, mint latin-amerikai diktátor és az azt helyettesítő állástalan színész, majd az Örökké című romantikus filmben, kísérteteként tért vissza legnagyobb sikereinek kovácsához, Steven Spielberghez.
A kilencvenes években folyamatosan látható különböző műfajú alkotásokban. Ebből az időszakból emelkedik ki egyik legsikeresebb filmje, a Gary Oldman és Tim Roth nevével fémjelzett Rosencrantz és Guildenstern halott című film, melyet a Velencei Filmfesztiválon is bemutattak, Dreyfusst pedig díjjal jutalmazták játékáért. 1994-ben újabb sikeres filmmel jelentkezik, A csend fogságában című filmdrámában egy autista gyerekekkel foglalkozó pszichiátert alakít. Egy évre rá iskola zenetanárt formál meg a Csendszimfónia című filmben, melyért a következő évben Oscar-díjra is jelölik. Az évtized végéig sok színvonalas filmben látható, mint a Szerelem a Fehér Házban vagy a Manhattanra leszáll az éj, melyekkel még az őt szüntelenül leírni próbáló kritikusok némelyikét is sikerült meggyőznie arról, hogy a karrierjét egykor piti szerencsejátékosok és nagyszájú semmirekellők megformálásával indító színész mintegy három évtized elteltével is képes a megújulásra.
Az utóbbi évtizedben azonban ismét félresiklott karrierje, hiszen gyakorlatilag csak gyenge színvonalú filmekben volt látható, melyek miatt igencsak megcsappant a kereslet a színész után. Bár voltak ígéretesnek tűnő filmek, mint például a Wolfgang Petersen-féle Poseidon (2006), vagy az Oliver Stone rendezésében készült W. (2008), de ezek a filmek is egytől egyig csődöt mondtak a mozik jegypénztárainál. Bár Dreyfuss továbbra sem tervezi a visszavonulást, azért reméli, a következő időszak szerencsésebben fog alakulni a számára.

## Filmográfia

### Film
| Év   | Magyar cím                                  | Eredeti cím                                                  | Szerep                             | Magyar hang      |
| ---- | ------------------------------------------- | ------------------------------------------------------------ | ---------------------------------- | ---------------- |
| 1967 |                                             | Valley of the Dose                                           | asszisztens színpadi menedzser     |                  |
| 1967 | Diploma előtt                               | The Graduate                                                 | bérház lakója                      |                  |
| 1968 |                                             | The Young Runaways                                           | Terry                              |                  |
| 1969 |                                             | Hello Down There                                             | Harold Webster                     |                  |
| 1973 | Amerikai graffiti                           | American Graffiti                                            | Curt Henderson                     | Szokol Péter     |
| 1973 | Dillinger                                   | Dillinger                                                    | Baby Face Nelson                   | Balázsi Gyula    |
| 1973 | Dillinger                                   | Dillinger                                                    | Baby Face Nelson                   | Végh Péter       |
| 1974 | Duddy Kravitz céljai                        | The Apprenticeship of Duddy Kravitz                          | Duddy                              |                  |
| 1974 |                                             | The Second Coming of Suzanne                                 | Clavius                            |                  |
| 1974 | Feliratok                                   | Inserts                                                      | Boy Wonder                         |                  |
| 1975 | A cápa                                      | Jaws                                                         | Matt Hooper                        | Görög László     |
| 1977 | Harmadik típusú találkozások                | Close Encounters of the Third Kind                           | Roy Neary                          | Forgács Péter    |
| 1977 | Harmadik típusú találkozások                | Close Encounters of the Third Kind                           | Roy Neary                          | Görög László     |
| 1977 | Harmadik típusú találkozások                | Close Encounters of the Third Kind                           | Roy Neary                          | Forgács Péter    |
| 1977 | Hölgyem, Isten áldja!                       | The Goodbye Girl                                             | Elliott Garfield                   | Tahi Tóth László |
| 1978 | A nagy umbulda                              | The Big Fix                                                  | Moses Wine                         | Józsa Imre       |
| 1980 | Szerelemverseny                             | The Competition                                              | Paul Dietrich                      | Kocsis György    |
| 1981 | Mégis kinek az élete?                       | Whose Life Is It Anyway?                                     | Ken Harrison                       | Tordy Géza       |
| 1984 | Szexközelben                                | The Buddy System                                             | Joe                                | Barbinek Péter   |
| 1986 | Koldusbottal Beverly Hills-ben              | Down and Out in Beverly Hills                                | David 'Dave' Whiteman              | Varga T. József  |
| 1986 | Állj mellém!                                | Stand by Me                                                  | narrátor / felnőtt Gordie LaChance | Kautzky Armand   |
| 1986 | Állj mellém!                                | Stand by Me                                                  | narrátor / felnőtt Gordie LaChance | Rubold Ödön      |
| 1986 | Állj mellém!                                | Stand by Me                                                  | narrátor / felnőtt Gordie LaChance | Forgács Péter    |
| 1987 | Bádogemberek                                | Tin Men                                                      | Bill 'BB' Babowsky                 | Garay Nagy Tamás |
| 1987 | Zsarulesen                                  | Stakeout                                                     | Chris Lecce nyomozó                | Reviczky Gábor   |
| 1987 | Call girl ötszázért                         | Nuts                                                         | Aaron Levinsky                     | Tordy Géza       |
| 1988 | A holdfény Parador fölött                   | Moon over Parador                                            | Jack Noah / Alphonse Simms elnök   | Székhelyi József |
| 1989 | Tétre vagy befutóra                         | Let It Ride                                                  | Jay Trotter                        | Szersén Gyula    |
| 1989 | Tétre vagy befutóra                         | Let It Ride                                                  | Jay Trotter                        | Csankó Zoltán    |
| 1989 | Örökké                                      | Always                                                       | Pete Sandich                       | Balázsi Gyula    |
| 1989 | Örökké                                      | Always                                                       | Pete Sandich                       | Görög László     |
| 1990 | Rosencrantz és Guildenstern halott          | Rosencrantz & Guildenstern Are Dead                          | A játékos                          | Szakácsi Sándor  |
| 1990 | Képeslapok a szakadékból                    | Postcards from the Edge                                      | Dr. Frankenthal                    | Barbinek Péter   |
| 1991 | Egyszer fenn…                               | Once Around                                                  | Sam Sharpe                         | Szersén Gyula    |
| 1991 |                                             | Prisoner of Honor                                            | Picquart ezredes                   |                  |
| 1991 | Isten nem ver Bobbal                        | What About Bob?                                              | Dr. Leo Marvin                     | Barbinek Péter   |
| 1993 | A nagymama soha!                            | Lost in Yonkers                                              | Louie Kurnitz                      | Kocsis György    |
| 1993 | Zsarulesen 2.                               | Another Stakeout                                             | Chris Lecce nyomozó                | Reviczky Gábor   |
| 1994 | A csend fogságában                          | Silent Fall                                                  | Dr. Jake Rainer                    | Balkay Géza      |
| 1995 | Az utolsó üzenet                            | The Last Word                                                | Larry                              |                  |
| 1995 | Szerelem a Fehér Házban                     | The American President                                       | Bob Rumson szenátor                | Ujréti László    |
| 1995 | Csendszimfónia                              | Mr. Holland's Opus                                           | Glenn Holland                      | Dörner György    |
| 1995 | Csendszimfónia                              | Mr. Holland's Opus                                           | Glenn Holland                      | Harmath Imre     |
| 1996 | James és az óriásbarack                     | James and the Giant Peach                                    | Százlábú (hangja)                  | Józsa Imre       |
| 1996 | Fegyvermánia                                | Mad Dog Time                                                 | Vic                                | Tordy Géza       |
| 1997 | Manhattanre leszáll az éj                   | Night Falls on Manhattan                                     | Sam Vigoda                         | Szersén Gyula    |
| 1998 | Alibi törzs                                 | Krippendorf's Tribe                                          | James Krippendorf professzor       | Józsa Imre       |
| 2000 | Kereszttaták                                | The Crew                                                     | Bobby Bartellemeo (mesélő)         | Kristóf Tibor    |
| 2001 |                                             | The Old Man Who Read Love Stories                            | Antonio Bolivar                    |                  |
| 2001 | Baklövészet                                 | Who Is Cletis Tout?                                          | Micah Donnelly                     | Pathó István     |
| 2001 | Rudolf és az elveszett játékok szigete      | Rudolph the Red-Nosed Reindeer and the Island of Misfit Toys | Gombóc, a hóember (hangja)         |                  |
| 2004 | Kormányzóválasztás                          | Silver City                                                  | Chuck Raven                        |                  |
| 2006 | Poseidon                                    | Poseidon                                                     | Richard Nelson                     | Tordy Géza       |
| 2008 |                                             | Signs of the Time (dokumentumfilm)                           | narrátor                           |                  |
| 2008 | W. – George W. Bush élete                   | W.                                                           | Dick Cheney                        | Forgács Gábor    |
| 2008 |                                             | America Betrayed (dokumentumfilm)                            | narrátor                           |                  |
| 2009 | Görögbe fogadva                             | My Life in Ruins                                             | Irv                                | Mikó István      |
| 2009 |                                             | Leaves of Grass                                              | Pug Rothbaum                       |                  |
| 2009 | A világítótorony őrei                       | The Lightkeepers                                             | Seth                               | Barbinek Péter   |
| 2010 | Piranha 3D                                  | Piranha 3-D                                                  | Dr. Gorden Raybanks                | Barbinek Péter   |
| 2010 | RED                                         | Red                                                          | Alexander Dunning                  | Tordy Géza       |
| 2013 |                                             | Very Good Girls                                              | Danny Fields                       |                  |
| 2013 | Paranoia                                    | Paranoia                                                     | Francis Cassidy                    | Szersén Gyula    |
| 2013 | Cas és Dylan                                | Cas and Dylan                                                | Cas Pepper                         | Barbinek Péter   |
| 2014 |                                             | Squatters                                                    | David                              |                  |
| 2015 | Titkok hálójában                            | Zipper                                                       | George Hiller                      | Kassai Károly    |
| 2018 | Könyvklub – avagy az alkony ötven árnyalata | Book Club                                                    | George                             | Tordy Géza       |
| 2018 |                                             | Bayou Caviar                                                 | Yuri                               |                  |
| 2018 |                                             | Asher                                                        | Avi                                |                  |
| 2019 | Az utolsó nevetés                           | The Last Laugh                                               | Buddy Green                        |                  |
| 2019 | Szélsőség                                   | Polar                                                        | Porter                             |                  |
| 2019 | Hajsza a vadonban                           | Daughter of the Wolf                                         | atya                               |                  |
| 2019 |                                             | Astronaut                                                    | Angus                              |                  |
| 2021 |                                             | Crime Story                                                  | Ben Myers                          |                  |
| 2021 |                                             | Every Last One of Them                                       | Murphy                             |                  |
| 2022 |                                             | Murder at Yellowstone City                                   | Edgar Blake                        |                  |
| 2023 |                                             | Sweetwater                                                   | Maurice Podoloff                   |                  |

### Televízió
| Év        | Magyar cím                                     | Eredeti cím                                            | Szerep                           | Megjegyzések                                              |
| --------- | ---------------------------------------------- | ------------------------------------------------------ | -------------------------------- | --------------------------------------------------------- |
| 1964      |                                                | Karen                                                  | David Rowe III                   | 1 epizód                                                  |
| 1965      |                                                | Peyton Place                                           | tanuló (stáblistán nem szerepel) | 1 epizód                                                  |
| 1966      |                                                | Gidget                                                 | Norman                           | 1 epizód                                                  |
| 1966      |                                                | Bewitched                                              | Rodney                           | 1 epizód                                                  |
| 1967      |                                                | The Big Valley                                         | Lud Akley                        | 1 epizód                                                  |
| 1967      |                                                | That Girl                                              | Johnny Arthur pincér             | 1 epizód                                                  |
| 1968      |                                                | Judd, for the Defense                                  | Larry Corning                    | 1 epizód                                                  |
| 1969      |                                                | The Ghost & Mrs. Muir                                  | Mark Finley                      | 1 epizód                                                  |
| 1970–1973 |                                                | The Mod Squad                                          | Curtis Bell / Caleb Dunne        | 2 epizód                                                  |
| 1972      |                                                | The Shadow of a Gun                                    | Tommy Owens                      | tévéfilm                                                  |
| 1973      |                                                | Gunsmoke                                               | Gearshon Gorofsky                | 1 epizód                                                  |
| 1973      |                                                | A Touch of Grace                                       | Donald                           | 1 epizód                                                  |
| 1973      |                                                | Me                                                     | Greg                             | televíziós színházi előadás                               |
| 1976      | Győzelem Entebbénél                            | Victory at Entebbe                                     | Jonátán Netanjáhú ezredes        | - tévéfilm - magyar hangja: - Forgács Péter               |
| 1987      |                                                | Funny, You Don't Look 200: A Constitutional Vaudeville | önmaga (házigazda)               | különkiadás                                               |
| 1991      |                                                | Prisoner of Honor                                      | Picquart ezredes                 | tévéfilm (filmproducer)                                   |
| 1994      |                                                | Shelley Duvall's Bedtime Stories                       | narrátor                         | 1 epizód                                                  |
| 1997      | Twist Olivér                                   | Oliver Twist                                           | Fagin                            | - tévéfilm (filmproducer) - magyar hangja: - Kézdy György |
| 1999      | A bűn királya                                  | Lansky                                                 | Meyer Lansky                     | - tévéfilm - magyar hangja: - Tordy Géza                  |
| 2000      | Bombabiztos                                    | Fail Safe                                              | amerikai elnök                   | - tévéfilm - magyar hangja: - Varga T. József             |
| 2001–2002 |                                                | The Education of Max Bickford                          | Max Bickford                     | 22 epizód (producer)                                      |
| 2001      |                                                | Mr. Dreyfuss Goes To Washington                        | önmaga (házigazda)               | különkiadás                                               |
| 2001      | A merénylet napja                              | The Day Reagan Was Shot                                | Alexander Haig                   | tévéfilm                                                  |
| 2003      |                                                | Coast to Coast                                         | Barnaby Pierce                   | - tévéfilm - magyar hangja: - Tordy Géza                  |
| 2007      | A Bádogember                                   | Tin Man                                                | Mystic Man                       | minisorozat (3 epizód)                                    |
| 2007      | A félelem óceánja – A legszörnyűbb cápatámadás | Ocean of Fear                                          | narrátor                         | dokumentumfilm                                            |
| 2009–2010 | Family Guy                                     | Family Guy                                             | önmaga (hangja)                  | 2 epizód                                                  |
| 2010      | Nancy ül a fűben                               | Weeds                                                  | Warren Schiff                    | 4 epizód                                                  |
| 2011      | Vásott szülők                                  | Parenthood                                             | Gilliam T. Blount                | 4 epizód                                                  |
| 2012      |                                                | Coma                                                   | Hillside professzor              | minisorozat (2 epizód)                                    |
| 2015      |                                                | Blood and Glory: The Civil War in Color                | önmaga                           | 4 epizód                                                  |
| 2015      |                                                | Your Family or Mine                                    | Louis                            | 7 epizód                                                  |
| 2016      |                                                | Madoff                                                 | Bernie Madoff                    | minisorozat (4 epizód)                                    |
| 2017      |                                                | Shots Fired                                            | Arlen Cox                        | minisorozat (9 epizód)                                    |
| 2017      |                                                | Hit the Road                                           | James                            | 1 epizód                                                  |
| 2020      | Sütimester                                     | The Great British Bake Off                             | önmaga                           | versenyző                                                 |
| 2022      | Bubbi Guppik                                   | Bubble Guppies                                         | Acrab kapitány (hangja)          | 1 epizód                                                  |

## Fontosabb díjak és jelölések
- 2000. – Hollywood Filmfesztivál – Életműdíj
- 1999. – Montreáli Világ Filmfesztivál – Speciális Nagykülöndíj
- 1997. – Palm Springs Nemzetközi Filmfesztivál – Sivatagi Pálma Életműdíj
- 1994. – USA Filmfesztivál – Master Screen Artist Tribute
- 1978. – Hasty Pudding Fesztivál – Az év embere cím

## Fordítás
- Ez a szócikk részben vagy egészben  a   Richard Dreyfuss című angol Wikipédia-szócikk fordításán alapul.  Az eredeti cikk szerkesztőit annak laptörténete sorolja fel. Ez a jelzés csupán a megfogalmazás eredetét és a szerzői jogokat jelzi, nem szolgál a cikkben szereplő információk forrásmegjelöléseként.